# 코브리지

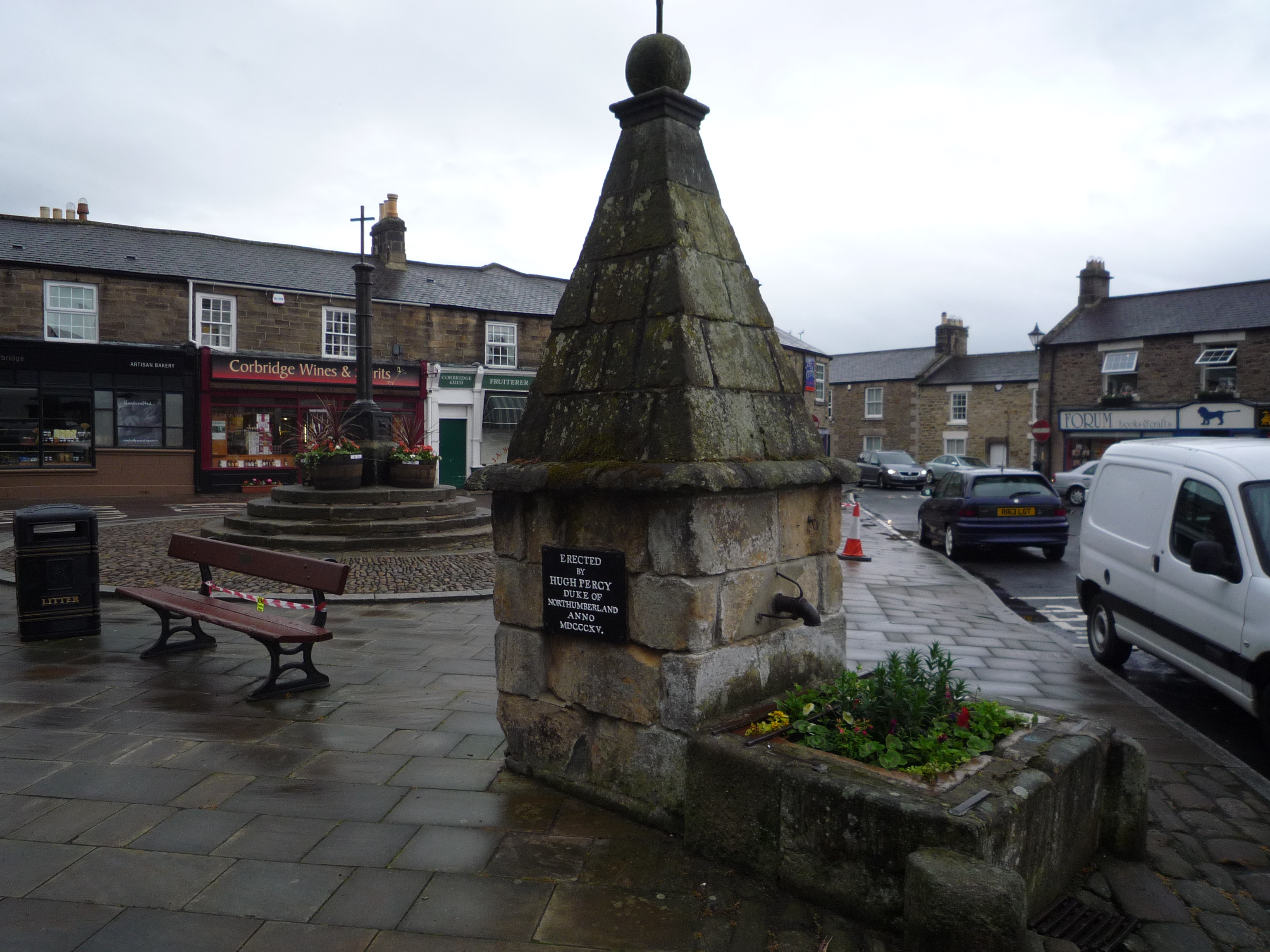
마켓 플레이스, 코브리지 타운 센터

코브리지(영어: Corbridge)는 뉴캐슬에서 서쪽으로 16마일(26km), 헥섬에서 동쪽으로 4마일(6km) 떨어진 잉글랜드 노섬벌랜드주에 있는 마을이다. 인근 마을로는 할튼, 에이컴, 에이든, 샌드호 등이 있다.